# Bandera de Campllong
La bandera oficial de Campllong (Gironès) té la següent descripció:
Bandera apaïsada, de proporcions dos d'alt per tres de llarg, vermella, amb una rosa blanca, barbada i botonada de groc, de diàmetre 4/9 de l'alçària del drap, al centre.
Va ser aprovada en el Ple de l'Ajuntament de Campllong el 19 de setembre de 2002, i publicada en el DOGC el 26 de novembre del mateix any amb el número 3769.